# المرسى والبحار (مسلسل)
المرسى والبحَّار مسلسل درامي مصري تم عرضه عام 2005.

## نبذة
يستعرض المسلسل قصة كفاح البطل العربي الذي يمتلك أسطولا من مراكب الصيد في الإسكندرية، لكنه يتعرض لأزمات مالية متكررة، ويحكي عن أحلام "فارس" في السفر إلى أوروبا، ورفضه فكرة ارتباطه بإبنة خاله التي تحبه وترتبط به عاطفيًا منذ أن انتقلت للعيش مع أسرته بعد وفاة والدها.

## طاقم العمل
- يحيى الفخراني بدور العربي كُريم / فارس
- جميل راتب بدور موريس
- محسنة توفيق بدور أم السعد
- سلوى خطاب بدور سميحة
- أنوشكا بدور ماريا
- شيري عادل بدور ماجدولين / سيمون
- ريهام سعيد بدور ماجدولين (كبيرة)